# Кубок Чехії з футболу 2008—2009
Кубок Чехії з футболу 2008–2009 — 16-й розіграш кубкового футбольного турніру в Чехії. Титул вдруге здобув Тепліце.

## Календар
| Раунд            | Дата                       | Матчі | Клуби     |
| ---------------- | -------------------------- | ----- | --------- |
| Попередній раунд | 20 липня 2008              | 17    | 129 → 112 |
| Перший раунд     | 22-27 липня 2008           | 48    | 112 → 64  |
| Другий раунд     | 2 серпня - 9 вересня 2008  | 32    | 64 → 32   |
| 1/16 фіналу      | 23 вересня - 7 жовтня 2008 | 16    | 32 → 16   |
| 1/8 фіналу       | 22-30 жовтня 2008          | 8     | 16 → 8    |
| 1/4 фіналу       | 8-9/23-24 квітня 2009      | 8     | 8 → 4     |
| 1/2 фіналу       | 6-7/13 травня 2009         | 4     | 4 → 2     |
| Фінал            | 27 травня 2009             | 1     | 2 → 1     |

## 1/16 фіналу
| Команда 1                     | Рахунок      | Команда 2                  |
| ----------------------------- | ------------ | -------------------------- |
| 23 вересня 2008               |              |                            |
| Фотбал (Фульнек) (2)          | 0:2          | Вікторія (Пльзень)         |
| 24 вересня 2008               |              |                            |
| Босковице (4)                 | 0:2          | Банік (Острава)            |
| Велім (4)                     | 2:2 пен. 2:4 | Главіце (3)                |
| Карвіна (2)                   | 0:2          | Сігма (Оломоуц)            |
| Мутьєніце (3)                 | 4:0          | Динамо (Чеські Будейовиці) |
| Олімпія (Градець-Кралове) (5) | 1:5          | Богеміанс (Прага)          |
| Опава (2)                     | 2:2 пен. 3:5 | Слован (Ліберець)          |
| Спартак (Сезімово-Усті) (3)   | 2:0          | Банік (Соколов) (2)        |
| Унічов (3)                    | 0:2          | Яблонець                   |
| Усті-над-Лабем (2)            | 1:2          | Кладно                     |
| 25 вересня 2008               |              |                            |
| Фотбал (Фрідек-Містек) (3)    | 0:0 пен. 1:4 | Спарта                     |
| Вотіце (4)                    | 1:2          | Славія                     |
| 30 вересня 2008               |              |                            |
| Славой Вишеград (3)           | 0:2          | Градець-Кралове (2)        |
| 1 жовтня 2008                 |              |                            |
| Пісек (3)                     | 1:4          | Тепліце                    |
| Словацко (2)                  | 0:0 пен. 4:3 | Брно                       |
| 7 жовтня 2008                 |              |                            |
| Височина (Їглава) (2)         | 1:1 пен. 2:4 | Тескома (Злін)             |

## 1/8 фіналу
| Команда 1                   | Рахунок      | Команда 2          |
| --------------------------- | ------------ | ------------------ |
| 22 жовтня 2008              |              |                    |
| Спартак (Сезімово-Усті) (3) | 0:4          | Славія             |
| 28 жовтня 2008              |              |                    |
| Слован (Ліберець)           | 2:0          | Сігма (Оломоуц)    |
| 29 жовтня 2008              |              |                    |
| Градець-Кралове (2)         | 0:1          | Тепліце            |
| Яблонець                    | 1:2          | Тескома (Злін)     |
| Словацко (2)                | 1:1 пен. 7:6 | Кладно             |
| Спарта                      | 2:0          | Богеміанс (Прага)  |
| Главіце (3)                 | 1:7          | Вікторія (Пльзень) |
| 30 жовтня 2008              |              |                    |
| Мутьєніце (3)               | 0:3          | Банік (Острава)    |

## 1/4 фіналу
| Команда 1        | Заг. | Команда 2          | 1-й матч | 2-й матч |
| ---------------- | ---- | ------------------ | -------- | -------- |
| 8/22 квітня 2009 |      |                    |          |          |
| Словацко (2)     | 2:1  | Банік (Острава)    | 1:0      | 1:1      |
| 8/23 квітня 2009 |      |                    |          |          |
| Тескома (Злін)   | 0:3  | Славія             | 0:0      | 0:3      |
| 9/22 квітня 2009 |      |                    |          |          |
| Тепліце          | 2:0  | Слован (Ліберець)  | 0:0      | 2:0      |
| Спарта           | 3:0  | Вікторія (Пльзень) | 0:0      | 3:0      |

## 1/2 фіналу
| Команда 1        | Заг.         | Команда 2    | 1-й матч | 2-й матч |
| ---------------- | ------------ | ------------ | -------- | -------- |
| 6/13 травня 2009 |              |              |          |          |
| Славія           | 1:3          | Словацко (2) | 0:1      | 1:2      |
| 7/13 травня 2009 |              |              |          |          |
| Спарта           | 1:1 пен. 4:5 | Тепліце      | 1:0      | 0:1      |

## Фінал
| 27 травня 2009 18:00 (EEST) |

| Тепліце        | 1:0      | Словацко (2) |
| -------------- | -------- | ------------ |
| Махмутович 49' | Протокол |              |

| Стадіон Евжена Рошицького, Прага Глядачів: 4 820 Арбітр: Лібор Коваржик |